# Arcadia, Florida
Arcadia är en stad (city) i DeSoto County, i delstaten Florida, USA. Enligt United States Census Bureau har staden en folkmängd på 7 643 invånare (2011) och en landarea på 10,6 km². Arcadia är huvudort i DeSoto County.